# Triepeolus verbesinae
Triepeolus verbesinae är en biart som först beskrevs av Cockerell 1897.  Triepeolus verbesinae ingår i släktet Triepeolus och familjen långtungebin. Inga underarter finns listade i Catalogue of Life.